# Жорж-Пјер Сера
Жорж Пјер Сера (фр. Georges-Pierre Seurat; Париз, 2. децембар 1859 — Париз, 29. март 1891) је француски сликар, оснивач неоимпресионизма. Најпознатији је по томе што је осмислио технике сликања познате као хромолуминаризам и поентилизам. Иако мање познати од његових слика, његови цртежи у контрастним бојама такође су добили високу критичку оцену. Сераова уметничка личност спаја квалитете који се обично сматрају супротним и некомпатибилним: с једне стране је његов екстремни и деликатни сензибилитет; с друге стране је страст за логичком апстракцијом и готово математичком прецизношћу ума. Његово ремек дело Недељно поподне на острву Гран Жат (1884–1886) изменило је правац модерне уметности иницијацијом неоимпресионизма и представља иконички пример сликарства с краја XIX века.

## Биографија
Рођен је у добростојећој породици у Паризу. Студирао је вајарство у Школи лепих уметности (Екол де Боз ар) од 1878. до 1879. Годину дана је био у војсци у Бресту, па се вратио у Париз 1880. Посветио се усавршавању цртања црно-белом техником. Током 1883. насликао је прву велику слику "Купање код Аснијера".
Када његова слика буде одбијена за излагање на париском Салону, окреће се од етаблираних према независним уметницима. Заједно са другим независним уметницима основао је 1884. Салон независних уметника. Ту се спријатељио са Полом Сињаком са којим је делио исте идеје о поентилизму. Лета 1884. започео је свој велики рад Недељно поподне на острву Ле Гран Жат. Две године је радио то велико платно.
Касније се преселио у мирнији студио, где је тајно живео са младим моделом Мадленом Кноблох. Са њом је добио сина 1890. Два дана пред смрт је упознао своје родитеље са својом породицом. Кратко након Жоржове смрти Мадлен је родила и другога сина. Жорж Сера је умро од менингитиса 1891. Његов последњи рад Циркус остао је недовршен.

## Научна позадина и утицаји
Током XIX века многи научници су писали о чулу вида, а посебно перцепцији боје. Француски хемичар Шеврол, који је рестаурирао старе таписерије, открио је да две боје једна крај друге дају утисак неке треће боје када се гледа са удаљености. То откриће је било база за технику поентилизма.
Жорж Сера и Пол Сињак су користили технику поентилизма или дивизионизма. Боје су се наносиле на платно у тачкама једна до друге, по принципу комплементарности. Настојали су постићи хармонију боја и наносили су је у тачкама.
Сера је осим тога веровао да се боје могу користити да се постигне хармонија и емоција у уметности, на сличан начин као што музичари користе варијације звука и темпа да би створили хармонију. Весеље на сликама постиже доминацијом светлих тонова и топлих боја и линија усмерених нагоре. Мир се постиже балансом светла и таме и топлих и хладних боја, а линије треба да буду хоризонталне. Жалост се постиже кориштењем тамних тонова, хладних боја и линија усмерених надоле.

## Теорија боја

### Савремене идеје
Током 19. века, научници-писци као што су Мишел Ежен Шеврол, Огден Руд и Дејвид Сатер писали су расправе о боји, оптичким ефектима и перцепцији. Они су прилагодили научно истраживање Хермана фон Хелмхолца и Исака Њутна у форму приступачну лаицима. Уметници су са великим интересовањем пратили нова открића у перцепцији.
Шеврол је можда био најважнији утицај на уметнике тог времена; његов велики допринос је био стварање круга боја примарних и средњих нијанси. Шеврoл је био француски хемичар који је рестаурирао таписерије. Током својих рестаурација приметио је да је једини начин да се део правилно рестаурира да се узме у обзир утицај боја око вуне која недостаје; није могао да произведе праву нијансу осим ако није препознао околне боје. Шеврoл је открио да би две боје које су супротстављене, које се мало преклапају или су веома близу једна другој, имале ефекат друге боје када се виде из даљине. Откриће овог феномена постало је основа за Поентилистичку технику неоимпресионистичких сликара.
Шеврoл је такође схватио да је „ореол” који се види након што се погледа боја супротне боје (познате и као комплементарна боја). На пример: Након што се гледа црвени објекат, може се видети цијан ехо/ореол оригиналног објекта. Ова комплементарна боја (на пример, цијан за црвену) је због перзистентности мрежњаче. Неоимпресионистички сликари заинтересовани за међусобну игру боја увелико су користили комплементарне боје у својим сликама. Шеврoл је у својим радовима саветовао уметнике да размишљају и сликају не само боју централног предмета, већ да додају боје и праве одговарајућа подешавања како би постигли хармонију међу бојама. Чини се да је хармонија о којој је Шеврол писао оно што је Сера назвао „емоцијом“.
Није јасно да ли је Сера прочитао целу Шевролову књигу о контрасту боја, објављену 1859. године, али је преписао неколико пасуса из поглавља о сликарству, и прочитао је Граматику уметности цртања Шарлса Бланка (1867), који цитира Шеврoлово дело. Бланкова књига била је усмерена на уметнике и познаваоце уметности. Због емоционалног значаја боје за њега, дао је експлицитне препоруке које су биле блиске теоријама које су касније усвојили неоимпресионисти. Он је рекао да боја не треба да се заснива на „процени укуса“, већ да буде блиска ономе што доживљавамо у стварности. Блан није желео да уметници користе једнаке интензитете боја, већ да свесно планирају и разумеју улогу сваке нијансе у стварању целине.
Док је Шеврoл заснивао своје теорије на Њутновим размишљањима о мешању светлости, Огден Руд је своје списе заснивао на Хелмхолцовом делу. Анализирао је ефекте мешања и супротстављања материјала пигмената. Руд је ценио као примарне боје црвену, зелену и плаво-љубичасту. Као и Шеврoл, рекао је да ако су две боје постављене једна поред друге, из даљине изгледају као трећа препознатљива боја. Такође је истакао да би јукстапозиција примарних нијанси једна поред друге створила далеко интензивнију и пријатнију боју, када је перципирају око и ум, од одговарајуће боје направљене једноставним мешањем боје. Руд је саветовао уметнике да буду свесни разлике између адитивних и субтрактивних квалитета боје, јер се пигменти материјала и оптички пигменти (светло) не мешају на исти начин:
- Пигменти материјала: црвена + жута + плава = црна (магента, жута и цијан дају праву црну када се помешају; црвена, жута и плава углавном не дају.)
- Оптички/светло: црвена + зелена + плава = бела

Сера је такође био под утицајем Сатеровог Феномена визије (1880), у коме је написао да се „закони хармоније могу научити као што се уче закони хармоније и музике“. Он је слушао предавања математичара Шарла Анрија на Сорбони током 1880-их, који је расправљао о емоционалним особинама и симболичком значењу линија и боја. Остају контроверзе око тога у којој мери је Сера усвојио Анријеве идеје.

### Језик боја
Сера је узео к срцу идеју теоретичара боја о научном приступу сликарству. Веровао је да сликар може користити боју да створи хармонију и емоције у уметности на исти начин на који музичар користи контрапункт и варијације да створи хармонију у музици. Теоретисао је да је научна примена боје као и сваки други природни закон, и био је мотивисан да докаже ову претпоставку. Сматрао је да се знање о перцепцији и оптичким законима може искористити за стварање новог језика уметности заснованог на сопственом скупу хеуристика и кренуо је да покаже овај језик користећи линије, интензитет боја и шему боја. Сера је овај језик назвао хромолуминаризмом.
У писму писцу Морису Бобуру 1890. године написао је: „Уметност је хармонија. Хармонија је аналогија супротности и сличних елемената тона, боје и линије. У тону, светлији против тамнијег. У боји, комплементарни, црвено-зелена, наранџасто-плава, жуто-љубичаста. У линији оне које формирају прави угао. Оквир је у хармонији која се супротставља онима тонова, боја и линија слике, ови аспекти се разматрају према њиховој доминацији и под утицајем светлости, у геј, смиреним или тужним комбинацијама“.
Сераове теорије могу се сажети на следећи начин: Емоција весеља може се постићи доминацијом светлих нијанси, превлашћу топлих боја и употребом линија усмерених нагоре. Мир се постиже еквивалентношћу/равнотежом употребе светла и таме, балансом топлих и хладних боја и хоризонталним линијама. Туга се постиже коришћењем тамних и хладних боја и линијама окренутим надоле.

## Галерија
- Позерке (1887-1888)
- Детаљ са слике Парада (1889) показује поентилизам
- Тмурно време, Гранд Жет (1888)
- Купање код Анијера
- Ајфелов торањ, (1889)
- Јутарња шетња
- Радник са мотиком